# ليزلي غوردون بيل
ليزلي غوردون بيل هو سياسي كندي، ولد في 4 ديسمبر 1889 في كندا، وتوفي في 8 سبتمبر 1963. حزبياً، نشط في حزب كندا المحافظ. وقد انتخب عضو مجلس العموم الكندي.